# György Bánlaki
György Bánlaki (nascido a 21 de março de 1948 em Budapeste) é um diplomata húngaro que serviu como embaixador húngaro nos Estados Unidos entre 1994 e 1998. Também foi presidente do Conselho Atlântico Húngaro de 2003 a 2009.